# Hertog van Frías
De hertog van Frías is een Spaanse adellijke titel. De titel werd in 1492 gecreëerd door koning Ferdinand II van Aragon. Sinds 1520 en na instelling door keizer Karel V behoren de titularissen tot de Spaanse Grandeza.
Deze titel werd geschonken aan de familie de Velasco. Sinds 1986 is de 19e Hertog Don Francisco de Borja de Soto.

## Hertogen
- Ie Hertog: (1492-1512) don Bernardino Fernández de Velasco y Mendoza
- VIIe Hertog: (1652-1696) don Íñigo Fernández de Velasco, Landvoogd.
- XIVe Hertog: (1811-1861) don Bernardino Fernández de Velasco y Benavides, Politicus.